# 64e escadre de transport
La 64e escadre de transport est une unité de transport de l'armée de l'air française créée le 1er décembre 1956 sur la base de Dugny-Le Bourget et dissoute le 31 juillet 1994 à Évreux.

La 64e Escadre de transport a été reformée officiellement le 27 août 2015 sur la base aérienne 105 d'Evreux-Fauville "Commandant Viot".

## Historique
En 2015, le lieutenant-colonel David Gallard a pris le commandement de la nouvelle escadre lors de la prise d'armes organisée pour la réactivation de celle-ci .

## Escadrons

### Escadrons historiques
- Escadron de Transport 1/64 Béarn (1er décembre 1956 à la dissolution de l'escadre le 31 juillet 1994)[3].
- Escadron de Transport 2/64 Anjou (du 1er juillet 1978 au 31 juillet 1994)
- Groupe de Transport II/64 Maine (du 1er décembre 1956 au 1er février 1957)
- Escadron de Transport 2/64 Maine (du 1er février 1957 au 1er juillet 1977)
- Escadron de Transport 2/64 Bigorre (du 1er juillet 1972 au 1er juillet 1981)

### Composition
- Escadron de transport 2/64 Anjou (mis en sommeil le 31 août 2020)
- Escadron de transport 1/62 Vercors
- Escadron de transport 3/62 Ventoux
- Escadron électronique aéroporté 1/54 Dunkerque
- Escadron de soutien technique aéronautique 2E.064

## Bases
- BA104 Dugny-Le Bourget (1er décembre 1956 au 1er novembre 1967)
- BA105 Évreux (1er novembre 1967 au 31 juillet 1994, puis à partir du 27 août 2015)

## Appareils
Le 64e escadre de transport est équipé d'appareils type C-130J-30 , de KC-130J et de Casa CN-235